# 倉石武四郎
倉石 武四郎（くらいし たけしろう、1897年（明治30年）9月21日 - 1975年（昭和50年）11月14日）は、日本の中国語学者、中国文学者。文学博士。東京大学名誉教授、京都大学名誉教授。

## 来歴
1897年、新潟県高田町（現・上越市）に、十三人兄弟の四男として生まれる。倉石家は地元の名家で、一族には漢学者の高田藩校教授の倉石侗窩がいる。
高田第二尋常小学校（現上越市立東本町小学校）、新潟県立高田中学校（現新潟県立高田高等学校）、第一高等学校を経て、1921年東京帝国大学文学部支那文学科卒。一高時代は三木清や瀧川政次郎とともに岩元禎らの下で学び、東大では塩谷温・服部宇之吉・岡田正之らの下で学ぶ。卒業論文では中国天文学を扱う。在学中『支那学』誌を読んで青木正児の紹介する文学革命に刺激を受け、京都帝大進学を志す。進学前、中国旅行や東京帝大副手を経る。
1922年、京都帝国大学大学院に進学、新城新蔵の下で中国天文学を扱いつつ、狩野直喜に師事する。1926年京都帝大講師、1927年助教授。東京帝大後輩の長沢規矩也によれば、倉石は京都帝大に進んで以来、学風から性格に至るまで狩野直喜に似るようになった。
1928年から2年間、中華民国期の北京に後輩の吉川幸次郎とともに留学し、山西省・南京市・上海市を歴訪して帰国する。この間、銭玄同・呉承仕・孫人和・馬裕藻・朱希祖・楊鐘羲の下で学び、胡適・魯迅・章炳麟・黄侃と交流する。
帰国後の1930年からは、京都帝大で教鞭を執りつつ、東方文化学院京都研究所で吉川幸次郎・小川環樹らとともに、『尚書正義』の定本を作るための会読に携わる。
1939年、京都帝大で文学博士号取得。博士論文では清朝音韻学（段玉裁の説文学）を扱う。
1940年から、京都帝大と東京帝大の教授を兼任する。兼任に至った経緯として、東京帝大後輩の長沢規矩也による塩谷温の後任探しがあった。戦後から、音響学者の小幡重一と共同で方言音を研究したり、近畿の古寺に伝わる仏典読誦方法を基に中古音を研究したりする。
京都帝大・東京帝大兼任期には国語審議会委員の委嘱を受けた。1943年5月時点の審議会名簿に名が見える。戦後は国語審議会改組までの時期に臨時委員、1949年の改組以降は委員となり、1959年から1961年までの第5期国語審議会では副会長を務めた。1952年の第2期国語審議会以降は国立国語研究所評議員の肩書も有している。
1949年からは、東大文学部教授専任になり東京に移住。以降、日本学術会議の第一期会員、日本中国学会の結成、NHKラジオ第二放送の中国語講座の担当、中国学術文化視察団の一員として中華人民共和国への訪問など、多くの重職を務める。
1958年に定年退官。退官後も、東京大学・京都大学の名誉教授として、日中学院を主宰するなど中国語教育に努める。
1975年、病没。

## 研究・業績
研究上の業績は、清朝音韻学、現代中国文学、中国語学、中国語教育、ラテン化新文字や拼音の紹介など多岐にわたり、『岩波中国語辞典』の編纂でも知られる。
中国留学中に購入した陶湘の蔵書は、東方文化学院京都研究所（後の京都大学人文科学研究所附属東アジア人文情報学研究センター）の所蔵漢籍の基幹となった。

## 漢文訓読批判
中国留学からの帰国後「訓読を玄海灘に投げすてて来た」と称し、あたかも荻生徂徠がそうしたように、漢文訓読ではなく現代中国語音での音読による中国学を推進した。

『中国語五十年』（1973年）には、以下のような記述がある。
英語やドイツ語の教科書はずいぶんむずかしいものをやらされた。それでもへたくそながら西洋人の読む通りに読んだはずです。そしてそれで意味はわかっていました。
ところが漢文だけは、あるいは支那文学だけは、 不思議なことをやっているものだと考えた。原文を見ながら、その漢字を ひっくり返していちいち日本語にして読んだ。第一、とてもまだるっこく てしようがないということを感ずるようになりました。

『中国語五十年』（1973年）より引用

## 家族・親族
- 弟 - 倉石五郎（ドイツ語学者）[1]
- 先祖 - 倉石侗窩（儒学者、高田藩藩校教授、安積艮斎門弟）[1][12]
- 親戚 - 坂口謹一郎（酒学者）[1]
- 親戚 - 関野貞（考古学者）[1]
- 娘婿 - 頼惟勤（同業者）

## 著作

### 単著
- 『支那語語法篇』（弘文堂書房、1938年）
- 『支那語繙訳篇』（弘文堂書房、1938-40年）
- 『支那語法入門』（弘文堂書房、1939年）
- 『支那語教育の理論と実際』（岩波書店、1941年）
- 『口語訳論語』（日光書院、1949年、のち筑摩叢書、1970年）
- 『漢字の運命』（岩波新書、1952年）
- 『ラテン化新文字による中国語初級教本』（岩波書店、1953年）
- 『中国文学史』（中央公論社、1956年）
- 『中国語法読本』（江南書院、1956年）
- 『初級ローマ字中国語』（岩波書店、1958年）
- 『漢字からローマ字へ 中国の文字改革と日本』（弘文堂、1958年）
- 『とろ火』（くろしお出版、1960年）
- 『岩波中国語辞典』（岩波書店、1963年）
- 『中国文学講話』（岩波新書、1968年）
- 『ローマ字中国語 語法』（岩波書店、1969年）
- 『中国語五十年』（岩波新書、1973年）
- 『中国古典講話』（大修館書店、1974年）
- 『中国へかける橋』（遺稿集）亜紀書房、1977年。
- 『倉石武四郎著作集』 第1巻、くろしお出版、1981年。
- 『倉石武四郎著作集』 第2巻、くろしお出版、1981年。
- 『倉石武四郎講義 本邦における支那学の発達』（倉石武四郎講義ノート整理刊行会編、汲古書院、2007年）

### 共編著
- 『支那語読本』（巻1-3、弘文堂書房、1938-40年）
- 『変革期中国の研究』（岩波書店、1955年）
- 『中国文学史の問題点』（竹田復共編、中央公論社 1957年）

### 翻訳
- 謝冰心『子どもの国のみなさまへ をとめの旅より』（1942年）
- 沐紹良『読和写』（生活社、1944年）
- 葉聖陶『文章例話』（生活社、1944年）
- 葉紹鈞『古代英雄的石造』（生活社、1944年）
- 茅盾編『中国新文学大系』（大日本雄弁会講談社、1946年）
- 謝冰心『中国文学をどう鑑賞するか』（大日本雄弁会講談社、1949年）
- 謝冰心『お冬さん 謝冰心自選集』（河出書房、1951年）
- 謝冰心『タオ・チーの夏休み日記』（岩波少年文庫、1957年）

## 関連文献
- 東京大学文学部中国文学研究室編『中国の名著 倉石博士還暦記念』勁草書房 1961（記念論集）
- 江上波夫編『東洋学の系譜 第2集』- 戸川芳郎「倉石武四郎」大修館書店 1994
- 東方学会編『東方学回想 Ⅵ 学問の思い出（2）』刀水書房、2000 - 座談での回想を収録
- 高田時雄「陶湘藏書購入始末」『陶湘叢書購入關連資料』京都大学人文科学研究所附属東アジア人文情報学研究センター、2010年。
- 戸川芳郎『倉石武四郎著作集 第1巻 解題』くろしお出版、1981年、429 - 452頁。
- 日中学院創立四十周年記念文集編集委員会 編『中国へかける橋 3（1951～1991）』（遺稿集）日中学院、1991年。